# Judith Braun
Judith Braun (Hilversum, 4 april 1955) is een Nederlandse beeldhouwster.

## Leven en werk
Braun werd in 1955 in Hilversum geboren als dochter van twee beeldende kunstenaars. Haar vader Richard was beeldhouwer en haar moeder Carla was edelsmid. Zij volgde de opleiding aan de kunstacademie in Enschede, waar zij in 1981 afstudeerde. Zij vestigde zich in 1990 als beeldend kunstenaar in het Drentse Wezuperbrug. Haar werk is onder meer te vinden in de publieke ruimte van diverse plaatsen in Nederland. Naast het maken van vrijstaande sculpturen heeft zij zich ook toegelegd op het vervaardigen van monumentale wandreliëfs. In opdracht van bedrijven als Akzo in Delfzijl, Deloitte en Touche in Enschede en VCD-automatisering in Groningen maakte zij reliëf- en stalenplastieken. In 2002 verhuisde zij naar het Franse Boissieres in de Languedoc. Haar werk wordt regelmatig in Nederland geëxposeerd. In het buitenland exposeerde zij onder meer in Innsbruck, Miami en in New York.

## Werken (selectie)
- De fotografe - Helmond
- Dynamiek van de distributie - Heerenveen (1989)
- Drie wachters - Winterswijk (1992)
- Zonder titel (fontein) - Heerenveen (1996)
- De biezensnijder - Genemuiden (1999)
- De wachter - Coevorden (2001)
- Gevelplastiek winkel van Peer - Emmen (2001)
- Landarbeider of aardappelpoter - Noordbroek (2001)
- Zonder titel (bank) - Heerenveen (2007)

## Fotogalerij

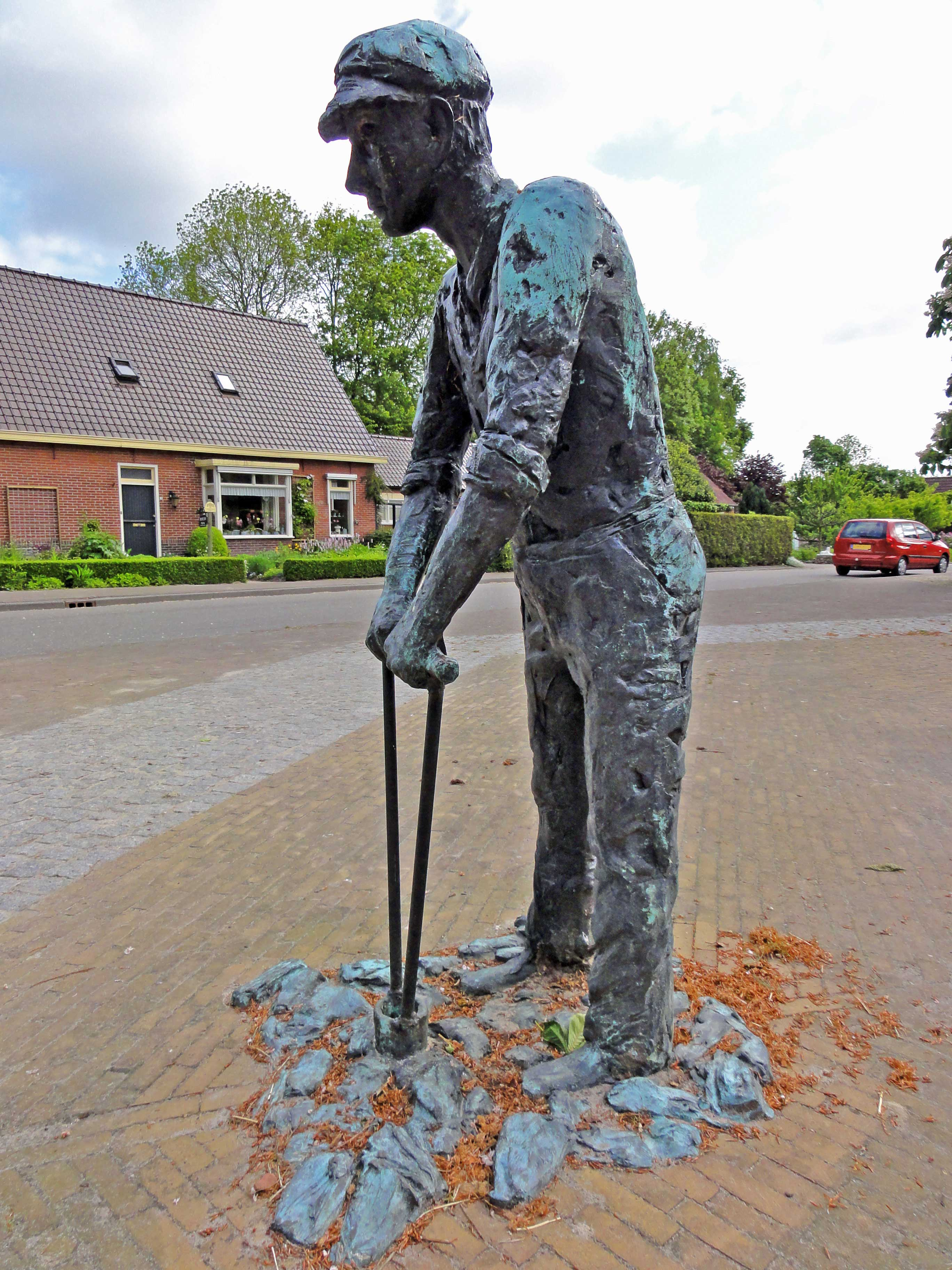
Landarbeider of aardappelpoter in Noordbroek
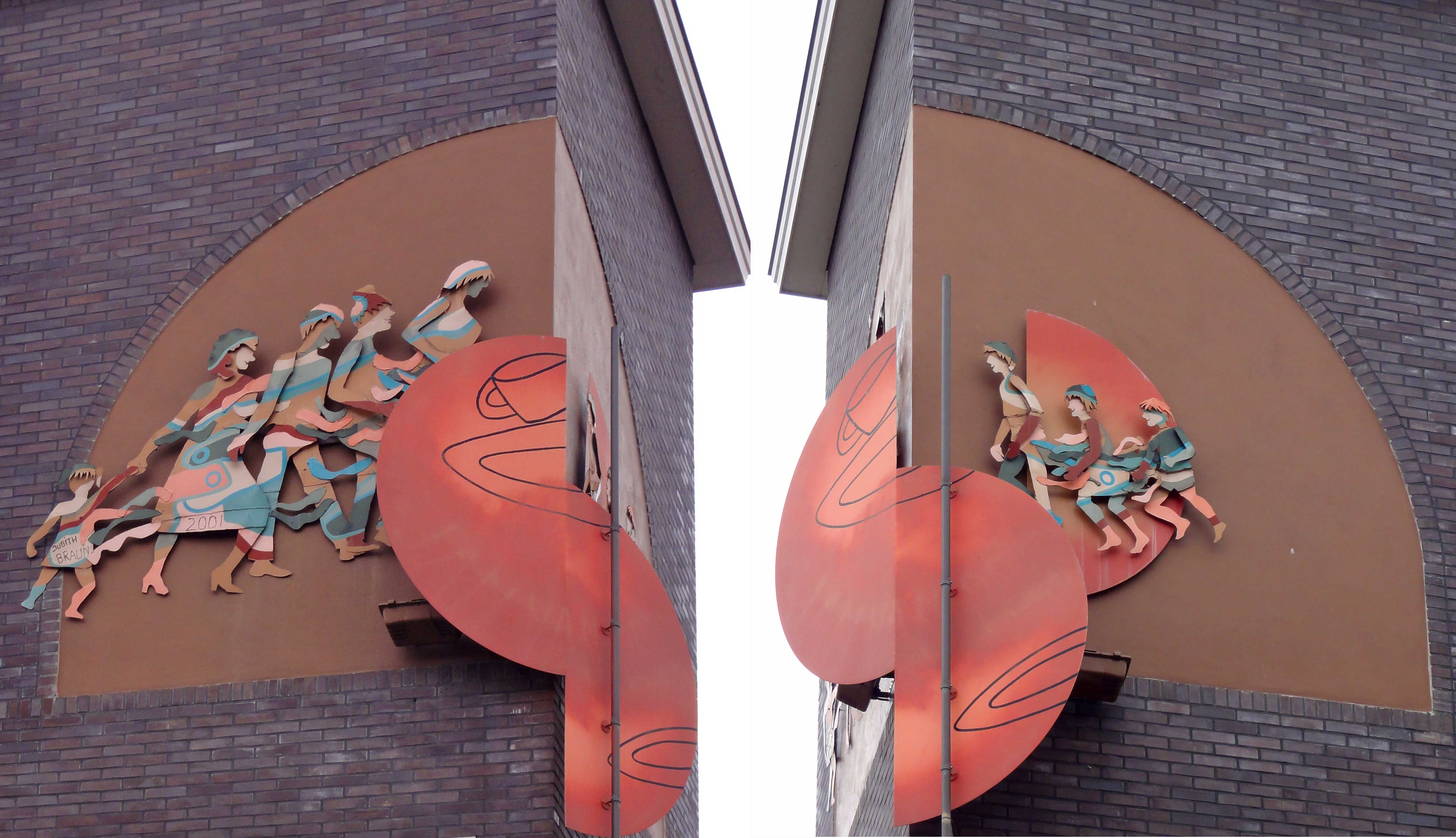
Gevelplastiek "Jan van Peer" te Emmen